# Huyện Bogra
Bogra là một huyện thuộc division Rajshahi, Bangladesh. Huyện này có diện tích 2920 km², dân số năm 2002 là 2988567 người, mật độ dân số là 1023 người/km².